# Felcsúti Utánpótlás Neveléséért Alapítvány
A Felcsúti Utánpótlás Neveléséért Alapítvány (FUNA) egy magyarországi alapítvány, amelyet Orbán Viktor miniszterelnök alapított a labdarúgó-utánpótlás fejlesztése céljából. Az alapítvány leginkább a Puskás Ferenc Labdarúgó Akadémia fenntartójaként ismert, amely Felcsúton működik.

## Történet és célkitűzések
Az alapítvány célja a magyar labdarúgás utánpótlásának fejlesztése, tehetséges fiatal játékosok képzése és támogatása. Ennek érdekében hozták létre a Puskás Ferenc Labdarúgó Akadémiát, amely modern infrastruktúrával és képzési programokkal segíti a fiatal sportolók fejlődését.

## Vezetőség
Az alapítvány kuratóriumának elnöke Mészáros Lőrinc, tagjai Harangozó László és Oláh János. A felügyelőbizottság elnöke Jakab János, tagjai Mészáros János és Szabó Lajos.

## Tevékenységek és projektek
Az alapítvány számos sportfejlesztési programot indított, többek között a 2014-2015, 2015-2016, 2017-2018, 2021-2022, 2022-2023 és 2023-2024-es időszakokra vonatkozóan.
Ezek a programok a labdarúgó-utánpótlás fejlesztésére, infrastruktúra bővítésére és a sportolók képzésére irányulnak.

## Infrastrukturális fejlesztések
Az alapítvány jelentős beruházásokat hajtott végre Felcsúton, többek között a Pancho Aréna megépítésével, amely 2014-ben nyílt meg. Az aréna 3800 férőhelyes, és a Puskás Akadémia FC otthona.
Ezen kívül 2023-ban egy 825 millió forint értékű fedett műfüves pálya építését is bejelentették, amely a téli hónapokban biztosít színvonalas edzéslehetőséget az akadémia növendékeinek.

## Finanszírozás és támogatások
Az alapítvány jelentős mértékű Társasági adó (TAO)kedvezményből származó támogatásokat kapott az évek során. Például 2020-ban egy ifjúsági sportszálláshely építésére több mint 11 milliárd forintnyi támogatást ítéltek meg.
Emellett 2023-ban 300 millió forint TAO-támogatást igényeltek a felcsúti stadion élőfüves centerpályájának gyepszőnyegcseréjére és a nézőtéri biztonsági kamerarendszer modernizációjára.

## Oktatási tevékenységek
Az alapítvány fenntartja a felcsúti Letenyey Lajos Gimnáziumot, Technikumot és Szakképző Iskolát is, amely mezőgazdasági, vendéglátóipari és sportedzői képzéseket kínál a diákoknak.

## Kritika és viták
Az alapítvány tevékenysége és finanszírozása gyakran váltott ki kritikát, különösen a jelentős mértékű állami támogatások és a beruházások költségei miatt. Például a felcsúti stadion építése és a hozzá kapcsolódó fejlesztések kapcsán felmerült, hogy a beruházások aránytalanul nagyok a település méretéhez képest.